# تپه امیر قلی
تپه امیر قلی مربوط به عصر مس - هزاره ۴ قبل از میلاد است و در شهرستان خرم آّباد، بخش زاغه، دهستان زاغه، روستای زاغه علیا واقع شده و این اثر در تاریخ ۲۸ اسفند ۱۳۸۵ با شمارهٔ ثبت ۱۸۶۲۸ به‌عنوان یکی از آثار ملی ایران به ثبت رسیده است.